# Eastern Creek, New South Wales
Eastern Creek este o suburbie în Sydney, Australia.